# Luxon Invitational (Kyrenia)
Das Luxon Invitational, auch Luxon Pay Invitational, war ein Pokerturnier, das vom 18. bis 20. Mai 2023 im nordzyprischen Kyrenia ausgetragen wurde. Es war das dritte Einladungsturnier der Triton Poker Series und mit seinem Buy-in von 210.000 US-Dollar eines der teuersten Pokerturniere des Jahres.

## Modus
Das Event wurde im Merit Royal Hotel & Casino im nordzyprischen Kyrenia ausgetragen und von der Triton Poker Series veranstaltet. Als Sponsor fungierte die Sofortüberweisungs-Plattform Luxon Pay, die sich auch die Namensrechte am Event sicherte. Gespielt wurde die Variante No Limit Hold’em. Der Buy-in betrug 210.000 US-Dollar, wovon 200.000 US-Dollar im Preispool landeten und der Rest als Turniergebühr an den Veranstalter ging. Zusätzlich war jedem Spieler in den ersten zwölf Leveln bis zu 30 Minuten nach seinem Ausscheiden ein Re-Entry gestattet. Das Spielsystem ähnelte dem des Triton Million for Charity und Coin Rivet Invitational: Als Freizeitspieler bzw. Geschäftsmann konnte man vom Veranstalter für das Turnier angefragt werden und anschließend einen Profispieler zum Event einladen. In den ersten acht Blindleveln, die jeweils 50 Minuten lang dauerten, saßen die Freizeit- und Profispieler an getrennten Tischen. Anschließend wurde für vier Level an Tischen mit je gleich vielen Amateuren und Profis gespielt. Das gesamte Turnier wurde live und kostenlos auf YouTube und der Livestreaming-Plattform Twitch übertragen.

## Teilnehmer
62 Spieler, je 31 Freizeitspieler und Profispieler, nahmen am Turnier teil. Darunter befand sich mit Sosia Jiang eine Frau.

### Freizeitspieler
- Minh Phu Dao
- Anson Ewe
- Tony G
- Ramin Hacıyev
- Schenja Haurylowitsch
- Sosia Jiang
- Samuel Ju
- Örpen Kısacıkoğlu
- Phillip Nagy
- Maher Nouira
- David Nicholson
- Sean Perry
- Paul Phua
- Alexei Platonow
- Punnat Punsri
- Ferdinand Putra
- Ernildo Santos
- Talal Shakerchi
- Anatoli Slotnikow
- Philip Sternheimer
- Santhosh Suvarna
- Gary Thompson
- Marius Torbergsen
- Ti Tran
- Elton Tsang
- Sinan Ünlü
- Mikalaj Waskabojnikau
- Saar Wilf
- Richard Yong
- Robert Yong
- Wai Yong

### Professionelle Spieler
- Timothy Adams
- Sergio Aido
- Patrik Antonius
- Mikita Badsjakouski
- Nacho Barbero
- Justin Bonomo
- Chris Brewer
- László Bujtás
- Stephen Chidwick
- Seth Davies
- Tobias Duthweiler
- Daniel Dvoress
- Matthias Eibinger
- Isaac Haxton
- Ben Heath
- Henrik Hecklen
- Fedor Holz
- Brian Kim
- Jason Koon
- Kiat Lee
- Linus Löliger
- Artur Martirossjan
- Adrián Mateos
- Kevin Paqué
- Nick Petrangelo
- Aleksejs Ponakovs
- Dan Smith
- Michael Soyza
- Daniel Tang
- Christoph Vogelsang
- Sean Winter

## Ergebnisse
Von den 62 Teilnehmern kauften sich 24 Spieler erneut ein, womit ein Preispool von 17,2 Millionen US-Dollar generiert wurde. Alle Teilnehmer starteten mit einem Stack von 300.000 Chips. Nach dem ersten Turniertag befanden sich noch 55 Spieler im Event, wobei Santhosh Suvarna mit knapp 850.000 Chips das Feld anführte. Am zweiten Turniertag wurden die Freizeit- und Profispieler erstmals gemischt. Mit dem Ausscheiden von Stephen Chidwick auf Rang 14 waren die Preisgeldränge erreicht und alle verbliebenen Spieler hatten 350.000 US-Dollar sicher. Der Tag endete mit Erreichen des Finaltischs, den Sean Winter mit über 6 Millionen Chips als Chipleader in den Finaltag führte. Dort erreichten Tobias Duthweiler und Ramin Hacıyev das Heads-Up und einigten sich auf einen ICM-Deal. Anschließend gewann der Aserbaidschaner den Titel und erhielt eine Siegprämie von mehr als 4,1 Millionen US-Dollar.
| Platz | Herkunft               | Spieler            | Preisgeld (in $) |
| ----- | ---------------------- | ------------------ | ---------------- |
| 1     | Aserbaidschan          | Ramin Hacıyev      | 4.122.554        |
| 2     | Deutschland            | Tobias Duthweiler  | 3.606.446        |
| 3     | Finnland               | Patrik Antonius    | 2.100.000        |
| 4     | Vereinigte Staaten     | Sean Winter        | 1.640.000        |
| 5     | Thailand               | Punnat Punsri      | 1.325.000        |
| 6     | Malaysia               | Kiat Lee           | 1.030.000        |
| 7     | Neuseeland             | Sosia Jiang        | 0.820.000        |
| 8     | Malaysia               | Wai Yong           | 0.636.000        |
| 9     | Vereinigtes Konigreich | Ben Heath          | 0.481.000        |
| 10    | Turkei                 | Örpen Kısacıkoğlu  | 0.369.500        |
| 11    | Vereinigtes Konigreich | Philip Sternheimer | 0.369.500        |
| 12    | Malaysia               | Anson Ewe          | 0.350.000        |
| 13    | Schweiz                | Linus Löliger      | 0.350.000        |